# Ida (Slovaquie)
Pour les articles homonymes, voir Ida.
L'Ida est une rivière prenant sa source en Slovaquie qui rejoint la rivière Bodva dans le bassin du Danube.

## Géographie
Elle prend sa source dans les monts métallifères slovaque à une altitude de 940 m au pied de la montagne Biely kameň (1 134 m)
Le bassin hydrographique s'étend sur 376 km2. La longueur de la rivière est de 56,6 km.
Elle rejoint la rivière Bodva dans la localité de Peder à une altitude de 181 m.

## Localités traversées
- Malá Ida
- Šaca (Quartier de Košice)
- Veľká Ida